# پاشلک شاهی
پاشلک شاهی (نام علمی: Gallinago imperialis) نام یک گونه از تیره آبچلیک است.